# リバー・クルーズ

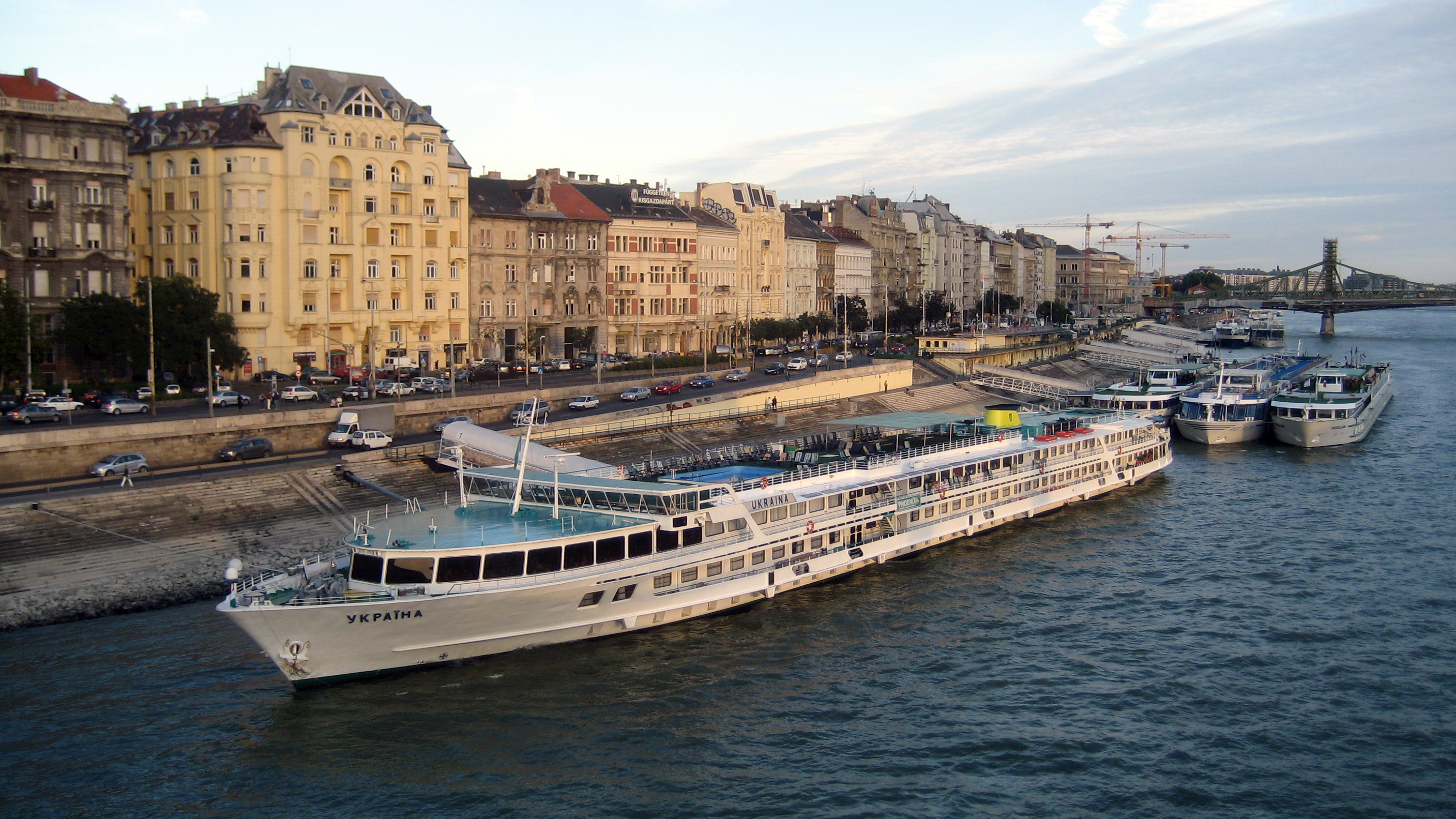
ブダペストのドナウ川に停泊するリバークルーズ

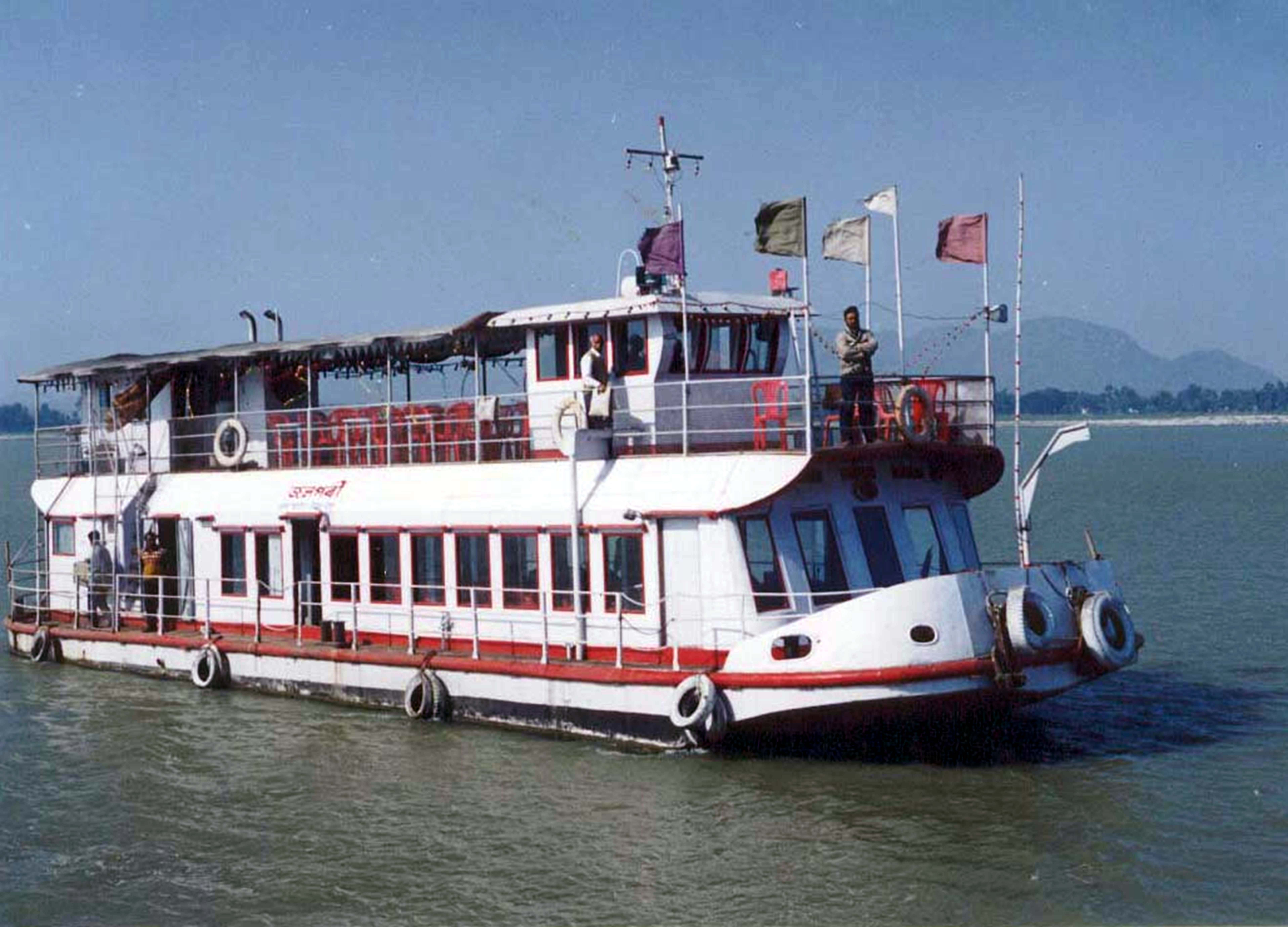
ブラマプトラ川のリバークルーズ船

リバー・クルーズ（英語: River cruise）あるいは河川クルーズは、内陸水路に沿った航海で、途中で複数の港に立ち寄ることがよくある。 都市や町は川の周りに成長することが多いため、河川クルーズ船は都市や町の中心に頻繁に停泊する。

## 日帰りの河川クルーズ
日帰りの河川クルーズは、30 分から 1 日までの日帰り旅行でである。10人ほどの乗客を乗せたボートに乗っている場合もあれば、数百人ほどの乗客を乗せている場合もある。このようなクルーズは通常、中心を川が流れる都市（アムステルダム、バンコク、ロンドン、パリ、バラナシなど）、またはハドソン川、ライン川、テムズ川、ガンジス川などの自然の美しい地域を拠点としている。人気のある場所には次のようなものがある。
- アフリカ: ルクソール、カイロ
- アメリカ: ニューヨーク市、ニューオーリンズ、サンアントニオ、セントルイス、デトロイト
- アジア: バンコク、ホーチミン市、クチン、マラッカ、シンガポール、バラナシ、上海、東京
- ヨーロッパ: アムステルダム、ブダペスト、ケルン、ロンドン、パリ

## 河川クルーズ
宿泊施設を備えたリバー クルーズ船では、より長いクルーズが楽しめる。
ダグラス・ウォードによると、「リバー・クルーズは、景色を満喫しながら穏やかなペースで進み、途中で川沿いの町や都市を探索する機会が豊富にあり、ゆっくりとした車線での生活を表している。これは非常に心を落ち着かせる経験であり、悪天候への解毒剤でもある。ペースの速い世界での生活のプレッシャー、大騒ぎや気取りのない快適な環境、おいしい食事を楽しい仲間と楽しめる。」としている。
リバークルーズは、世界の多くの地域で主要な観光産業である。
- アフリカ: ナイル川
- アメリカ大陸: ミシシッピ川、ペルー・アマゾン川
- アジア: ブラマプトラ川、ガンジス川、パドマ川、ダモダル川、イラワジ川、メコン川、長江 (長江クルーズ)
- オーストラリア: マレー川
- ヨーロッパ: ドナウ川（ドナウ川クルーズ）、ライン川、セーヌ川、ローヌ川、ヴォルガ川、モーゼル川、マイン川、ドウロ川

## 参照項目
- 川に関する映画とテレビシリーズの一覧（List of river films and television series）
- 川下り